# Zdegradowani
Zdegradowani (ang. Demoted) – amerykańska komedia z 2011 roku w reżyserii J. B. Rogersa.
Światowa premiera filmu miała miejsce 12 marca 2011 roku, natomiast w Polsce premiera filmu odbyła się 2 listopada 2012 roku.

## Opis fabuły
Rodney (Michael Vartan) i Mike (Sean Astin) pracują w branży samochodowej. Szczerze lubią to co robią, a jako sprzedawcy opon odnoszą znaczne sukcesy. Umiera jednak ich szef, a nowy przełożony okazuje się bufonem. Zdegradowani, upokorzeni koledzy obmyślają plan zemsty.

## Obsada
- Sean Astin jako Mike
- Michael Vartan jako Rodney McAdams
- David Cross jako Ken Castro
- Robert Klein jako Bob Farrell
- Sara Foster jako Jennifer
- Cathy Shim jako Olivia
- Jay Johnston jako Kline
- Celia Weston jako Jane
- Cleo King jako Betty
- Jill Bartlett jako Tina
- Ron White jako Earl Frank
- Constance Zimmer jako Elizabeth Holland

i inni